# Juan de Badajoz
Juan de Badajoz, född omkring 1495–1498, död 1552, var en spansk arkitekt. 
Juan de Badajoz främsta verk är San Marco-klostret i León (fullbordat först 100 år senare) och fasaden till korsgången vid klostret San Zoil i Carrión de los Condes, båda exempel på den praktfulla, rikt och fantastiskt dekorerade spanska renässansstilen.